# Первинний документ
Перви́нний докуме́нт (в господарському праві) — документ, який містить відомості про господарську операцію. Первинні документи є підставою для бухгалтерського обліку господарських операцій. Їх мета — зафіксувати факт господарської операції.
Первинні документи можуть бути створені як у письмовій, так і в електронній формі. Хоча створений в електронному вигляді документ матиме юридичну силу тільки у випадку засвідчення його електронним цифровим підписом.
Будь-які документи мають силу первинних документів лише в разі фактичного здійснення господарської операції. Якщо ж фактичного здійснення господарської операції не було, відповідні документи не можуть вважатися первинними документами навіть за наявності всіх формальних реквізитів.
Від первинних документів відрізняються вторинні. Вторинний документ — це результат аналітико-синтетичної обробки одного чи кількох первинних документів з метою пристосування інформації до інформаційних потреб споживача. Вторинні (інформаційні) документи містять систематизовані відомості про первинні документи або результат аналізу і синтезу даних, що є в першоджерелах.
Первинні документи часто називають вихідними, які служать для створення документа похідного, тобто вторинного.

## Обов'язкові реквізити первинних документів
Законодавство України не містить вичерпного переліку первинних документів, проте Закон «Про бухгалтерський облік та фінансову звітність в Україні» визначає обов'язкові реквізити, які повинен містити будь-який первинний документ:
- назва документа (форми);
- дата складання;
- назва підприємства, від імені якого складено документ;
- зміст та обсяг господарської операції, одиниця вимірювання господарської операції;
- посади осіб, відповідальних за здійснення господарської операції і правильність її оформлення;
- особистий підпис або інші дані, що дають змогу ідентифікувати особу, яка брала участь у здійсненні господарської операції.

За відсутності хоча б одного з перелічених вище реквізитів, документ або не є первинним, або оформлений неналежно. Водночас, неістотні недоліки в документах не завжди є підставою для невизнання господарської операції.

## Первинними документами є
| - Акредитив - Акт інвентаризації - Акт на списання - Акт приймання - Акт приймання виконаних підрядних робіт - Акт приймання-передачі - Акт про витрату - Акт про виявлені дефекти - Акт списання - Видатковий касовий ордер - Відомість на виплату грошей - Відомість обліку залишків - Журнал обліку вантажів - Журнал обліку громадян, які проживають у готелі | - Інвентарна картка обліку - Касова книга - Касовий чек - Книга складського обліку - Лімітно-забірна картка - Матеріальний ярлик - Меморіальний ордер - Наказ (розпорядження) про надання відпустки - Наказ (розпорядження) про прийняття на роботу - Наказ (розпорядження) про припинення трудового договору (контракту) - Накладна - Особова картка працівника - Платіжна вимога | - Платіжна вимога-доручення - Платіжне доручення - Подорожній лист - Прибутковий касовий ордер - Прибутковий ордер - Проїзний документ - Розрахункова квитанція - Розрахунковий чек - Розрахунково-платіжна відомість працівника - Розрахунок амортизації основних засобів - Табель обліку використання робочого часу - Товарний чек - Товарно-транспортна накладна… |

До первинних документів належать розпорядження та дозволи адміністрації (власника) підприємства, установи, організації на проведення господарських операцій.

## Первинними документами не є
- Рахунок-фактура
- Договір
- Банківська виписка
- Податкова накладна
- Акт звірки взаєморозрахунків
- Фіскальний чек…

## Первині документи в інших сферах
Первинним медичними документами є, наприклад, історії хвороби, амбулаторні карти, лабораторні записи, службові записки, журнали видачі лікарських препаратів, фотографічні негативи, мікроплівки або магнітні носії, рентгенівські знімки тощо.
Первинний документ взагалі є документом, який створюється автором; він безпосередньо відображає факти, події, явища реальної дійсності або думки автора. Цей вид документа відображає результати наукової, виробничої, творчої і подібної діяльності. У ньому викладаються результати вивчення, дослідження, розробок тощо. Він призначений не для відображення інших документів, а для забезпечення суспільства первинною інформацією. Більшість документів, що функціюють у суспільстві, — первинні.
Первині документи є безпосереднім результатом професійної діяльності створювачів первинної інформації — науковців, письменників, журналістів, композиторів, художників тощо. Результати їхньої діяльності — монографії, статті, літературні та музичні твори тощо. Первинні документи не дають інформації про інші документи, точніше, вони не призначені для зміни їх.
Аналіз первинних документів дає змогу отримувати об'єктивну картину рівня розвитку економіки, науки, виробництва, освіти, культури тощо.